# Casares (Andalúzia)
Casares egy község Spanyolországban, Málaga tartományban. Casares Manilva, San Roque, Jimena de la Frontera, Gaucín, Benarrabá, Genalguacil és Estepona községekkel határos. Lakosainak száma 8486 fő (2024).

## Népesség
A település népessége az elmúlt években az alábbi módon változott:
| Lakosok száma | 3338 | 3846 | 4532 | 4993 | 5610 | 5744 | 5743 | 6515 | 7700 | 8486 |
|               | 2001 | 2004 | 2007 | 2009 | 2012 | 2014 | 2017 | 2019 | 2022 | 2024 |